# Борисовка (приток Костромы)
Борисовка — река в России, протекает в Солигаличском районе Костромской области. Устье реки находится в 295 км по правому берегу реки Кострома. Длина реки составляет 13 км.
Исток реки в лесном массиве в 8 км к северо-востоку от Солигалича. Река течёт в верховьях на запад, протекает деревни Конковка и Борисьево, после чего резко поворачивает на юго-восток. Впадает в Кострому у деревни Юксино, пятью километрами восточнее Солигалича.

## Данные водного реестра
По данным государственного водного реестра России относится к Верхневолжскому бассейновому округу, водохозяйственный участок реки — Кострома от истока до водомерного поста у деревни Исады, речной подбассейн реки — Волга ниже Рыбинского водохранилища до впадения Оки. Речной бассейн реки — (Верхняя) Волга до Куйбышевского водохранилища (без бассейна Оки).
По данным геоинформационной системы водохозяйственного районирования территории РФ, подготовленной Федеральным агентством водных ресурсов:
- Код водного объекта в государственном водном реестре — 08010300112110000011697
- Код по гидрологической изученности (ГИ) — 110001169
- Код бассейна — 08.01.03.001
- Номер тома по ГИ — 10
- Выпуск по ГИ — 0